# Kino Sfinks
Kino Studyjne Sfinks Ośrodka Kultury im. C.K. Norwida – krakowskie kino, działające od 1959 roku. Ma siedzibę w  Nowej Hucie na osiedlu Górali 5, a od 1985 roku wchodzi w skład Ośrodka Kultury im. C.K. Norwida.
Dokładna data otwarcia kina nie jest znana. Pierwsza wzmianka pochodzi z 11 stycznia 1959 (program kin w Dzienniku Polskim na poniedziałek, 12 stycznia 1959).
Obecnie to jest małe (98 miejsc) studyjne kino. Działają przy nim: Dyskusyjny Klub Filmowy Kropka (od 1967 roku), Akademia Filmowa Młodego Widza, Filmografia Nowej Huty 1950-2013 katalog materiałów filmowych związanych tematycznie z Nową Hutą-filmów fabularnych, dokumentalnych i reportaży.
Kino realizuje od 2004 roku Nowohucką Kronikę Filmową, są to reportaże, felietony, wywiady dotyczące wydarzeń kulturalnych i społecznych związanych z Nową Hutą.